# Los secretos (película)
Los Secretos (en hebreo: הסודות, romanización: Ha-Sodot) es una película israelí de 2007, dirigida por Avi Nesher e interpretada por Ania Bokstein, Michal Shtamler y Fanny Ardant. Los Secretos fue nominada como mejor película en la categoría de baja distribución en la XXIª gala de los GLAAD Media Awards, compitiendo con Sin límites.

## Sinopsis
Naomi, quien acaba de perder a su madre, es una chica determinada e hija de un devoto rabino ortodoxo que la quiere casar con Michael, uno de sus estudiantes. Sin embargo, ella prefiere estudiar las escrituras de la Torá que volverse la esposa de un hombre al que no ama, por lo que convence a su padre para participar en un seminario para mujeres en la ciudad santa de Safed, durante un año.
En el seminario, se encuentra con Michelle, una joven francesa, inscrita por sus padres con el fin de hacerla volver por la senda del bien. En realidad Michelle tiene una personalidad opuesta a la de Naomi: fuma, se rebela y tiene un espíritu libertario. Comparten habitación con otras dos chicas, lo que conduce inevitablemente a ciertos problemas.
En el seminario, Naomi y Michelle reciben la tarea de llevar alimentos a una mujer moribunda, Anouk, quien vive en Safed desde hace unos meses. Buscando en Internet, Michelle descubre que Anouk ha pasado quince años en la cárcel por la muerte de su amante, un pintor, con quien se había mudado a Safed, tras dejar a su marido y sus dos hijos. Cuando él la deja, es asesinado y Anouk regresa a Francia, donde es juzgada por el crimen.
Luego Anouk vuelve a Safed, pero padece de un cáncer incurable y de insuficiencia cardíaca. Así, su única esperanza es encontrar en la fe judía el perdón y la redención antes de morir. Al encontrar a Michelle y a Naomi les pide que la ayuden a reencontrarse con Dios. Michelle desde el principio siente simpatía por Anouk, mientras que Naomi de mala gana acepta ayudar a la misteriosa mujer realizando un tikún -un ritual de limpieza de la Cabalá- sin el consintimiento del rabino del seminario.
En el transcurso de las diferentes sesiones del ritual de purificación de Anouk, entre Naomi y Michelle se desarrolla una estrecha amistad que pronto se convierte en amor. Para Naomi la noche juntas es el inicio de una relación, mientras que Michelle se siente mucho más insegura. Dado que el entorno conservador desaprueba las relaciones lésbicas, se ven obligadas a mantener su amor en secreto. Sin embargo, la condición de salud de Anouk se deteriora rápidamente, y ellas, a solicitud de Anouk, buscan terminar el proceso de purificación hasta el final. Tras esto, Anouk redimida y bendecida muere y el rabino del seminario se entera de lo que han hecho Naomi y Michelle. El resultado es que ambas son expulsadas del seminario.
Naomi, que ya había resuelto su compromiso con Michelle, rompe el contacto con su familia. Para ella era claro que quería tener una relación con Michelle y dedicar su tiempo a seguir con el estudio de las Escrituras. Pero Michelle, que había conocido a un músico de Klezmer de Sefed llamado Yanki, opta por casarse con él, y por lo tanto llevar una vida tradicional. Naomi entonces se siente profundamente herida; sin embargo, acepta ir a la boda y allí perdona finalmente a su amiga.

## Antecedentes
La película fue rodada en Israel y su estreno a nivel mundial fue el 14 de junio de 2007. El 8 de septiembre de 2007, una muestra de la película fue presentada en el Festival Internacional de Cine de Toronto y posteriormente se presentó en otros festivales de cine como el Festival de Cine judío de San Francisco y el Festival de Cine judío de Barcelona.

## Premios
Los secretos recibió ocho nominaciones al Premio de la Academia de Cine Israelí en las categorías de mejor actriz (Ania Bokstein), mejor actriz de reparto (Michal Shtamler), mejor actor de reparto (Adir Miller), mejor dirección de arte, mejor vestuario, mejor música, mejor sonido y mejor edición. Igualmente fue nominada en la GLAAD Media Awards como Película destacada - Entrega limitada.

## Críticas
La película recibió varias críticas especializados positivas, entre las que se destacan las siguientes:

Los secretos de Avi Nesher, un profundo y envolvente melodrama, tiene todos los elementos que hacen de ésta una historia interesante. En cierto modo, se trata de una narrativa convencional, pero es más que eso. Tiene representaciones delicadas y fuertes. Y además, es prudente con los personajes, de modo que a pesar de que siguen una forma un tanto predecible, reservan sorpresas para nosotros.
- Roger Ebert, Chicago Sun-Times.

Luego de que dos personajes franceses, uno interpretado por la gran actriz francesa Fanny Ardant, son introducidos, la película se vuelve una mezcla fascinante, a veces contradictoria, entre la sobria tradición cinematográfica israelí y la sensual francesa. [...] Las apasionadas representaciones de Bokstein, Shtamler y Ardant dan a Los secretos la suficiente solidez emocional, lo que impide que todo se desvanezca en entretenimiento superficial.
- Stephen Holden, The New York Times.

## Reparto
- Ania Bukstein: Naomi
- Michal Shtamler: Michelle
- Fanny Ardant: Anouk
- Adir Miller: Yanki
- Guri Alfi: Michael
- Alma Zack: Racheli
- Dana Ivgy: Sigi
- Seffy Rivlin: Rabbi Hess
- Rivka Michaeli: Mrs. Meizlish